# Don Turnbull
Donald Paterson Turnbull, detto Don (28 maggio 1909 – 30 gennaio 1994), è stato un tennista australiano.

## Carriera
Abile doppista, vinse per due volte gli Australian Championships al fianco del connazionale Adrian Quist.